# Copa do Nordeste de Futebol de 2016
A Copa do Nordeste de 2016 foi a 13.ª edição da competição de futebol realizada no Nordeste brasileiro. Organizada pela Liga do Nordeste em parceria com a CBF. Pela segunda edição seguida, os nove estados da região tiveram representantes no torneio. Bahia e Pernambuco tiveram direito a três vagas cada, enquanto os demais estados tiveram direito a duas vagas.
O campeão garantiu vaga na Taça Asa Branca do ano seguinte e também no ano seguinte ingressará diretamente nas oitavas de final da Copa do Brasil e na Copa Sul-Americana do mesmo ano, caso não avance às oitavas de final da Copa do Brasil do mesmo ano.

## Transmissão
O canal Esporte Interativo transmitiu todos os jogos do torneio, nas parabólicas, nas operadoras de TV paga (assinatura), além de mais dois canais alternativos (EI Maxx e EI Maxx 2) e transmissões pela internet através do site do canal (EI Plus).
Além do Esporte Interativo, a Globo também transmitiu o torneio em âmbito regional com três jogos por rodada.

## Clubes Participantes
| UF                  | Clube                | Cidade               | Forma de Classificação        | Estádio (mando)    | Capacidade | Títulos               |
| ------------------- | -------------------- | -------------------- | ----------------------------- | ------------------ | ---------- | --------------------- |
| Alagoas             | CRB                  | Maceió               | Campeão do Estadual 2015      | Rei Pelé           | 17 126     | 0 (Não possui)        |
| Alagoas             | Coruripe             | Coruripe             | Vice-campeão do Estadual 2015 | Gerson Amaral      | 5 560      | 0 (Não possui)        |
| Bahia               | Bahia                | Salvador             | Campeão do Estadual 2015      | Arena Fonte Nova   | 50 025     | 2 (2001, 2002)        |
| Bahia               | Vitória da Conquista | Vitória da Conquista | Vice-campeão do Estadual 2015 | Lomanto Júnior     | 11 538     | 0 (Não possui)        |
| Bahia               | Juazeirense          | Juazeiro             | 3º colocado do Estadual 2015  | Adauto Moraes      | 8 000      | 0 (Não possui)        |
| Ceará               | Fortaleza            | Fortaleza            | Campeão do Estadual 2015      | Arena Castelão     | 63 903     | 0 (Não possui)        |
| Ceará               | Ceará                | Fortaleza            | Vice-campeão do Estadual 2015 | Arena Castelão     | 63 903     | 1 (2015)              |
| Maranhão            | Imperatriz           | Imperatriz           | Campeão do Estadual 2015      | Frei Epifânio      | 10 000     | 0 (Não possui)        |
| Maranhão            | Sampaio Corrêa       | São Luís             | Vice-campeão do Estadual 2015 | Castelão           | 40 149     | 0 (Não possui)        |
| Paraíba             | Campinense           | Campina Grande       | Campeão do Estadual 2015      | Amigão             | 19 000     | 1 (2013)              |
| Paraíba             | Botafogo-PB          | João Pessoa          | Vice-campeão do Estadual 2015 | Almeidão           | 19 000     | 0 (Não possui)        |
| Pernambuco          | Santa Cruz           | Recife               | Campeão do Estadual 2015      | Arruda             | 60 044     | 1 (2016)              |
| Pernambuco          | Salgueiro            | Salgueiro            | Vice-campeão do Estadual 2015 | Cornélio de Barros | 12 070     | 0 (Não possui)        |
| Pernambuco          | Sport                | Recife               | 3º colocado do Estadual 2015  | Ilha do Retiro     | 32 983     | 3 (1994, 2000 e 2014) |
| Piauí               | River-PI             | Teresina             | Campeão do Estadual 2015      | Albertão           | 52 296     | 0 (Não possui)        |
| Piauí               | Flamengo-PI          | Teresina             | Vice-campeão do Estadual 2015 | Albertão           | 52 296     | 0 (Não possui)        |
| Rio Grande do Norte | América de Natal     | Natal                | Campeão do Estadual 2015      | Arena das Dunas    | 32 050     | 1 (1998)              |
| Rio Grande do Norte | ABC                  | Natal                | Vice-campeão do Estadual 2015 | Frasqueirão        | 15 082     | 0 (Não possui)        |
| Sergipe             | Confiança            | Aracaju              | Campeão do Estadual 2015      | Batistão           | 15 575     | 0 (Não possui)        |
| Sergipe             | Estanciano           | Estância             | Vice-campeão do Estadual 2015 | Francão            | 8 000      | 0 (Não possui)        |

## Estádios
| ABC | América de Natal | Bahia | Botafogo-PB | Campinense | Ceará                |
| --- | --- | --- | --- | --- | -------------------- |
| Frasqueirão | Arena das Dunas | Arena Fonte Nova | Almeidão | Amigão | Arena Castelão       |
| Capacidade: 15 082 | Capacidade: 32 050 | Capacidade: 50 025 | Capacidade: 25 770 | Capacidade: 35 000 | Capacidade: 63 903   |
| | | | | |                      |
| Confiança | \| Sport Santa Cruz Bahia Juazeirense Ceará Fortaleza ABC América de Natal CRB Confiança Botafogo-PB Sampaio Corrêa Imperatriz Coruripe Campinense Salgueiro Vitória da Conquista Estanciano Flamengo-PI River-PILocalização dos times por Estado. \| | \| Sport Santa Cruz Bahia Juazeirense Ceará Fortaleza ABC América de Natal CRB Confiança Botafogo-PB Sampaio Corrêa Imperatriz Coruripe Campinense Salgueiro Vitória da Conquista Estanciano Flamengo-PI River-PILocalização dos times por Estado. \| | \| Sport Santa Cruz Bahia Juazeirense Ceará Fortaleza ABC América de Natal CRB Confiança Botafogo-PB Sampaio Corrêa Imperatriz Coruripe Campinense Salgueiro Vitória da Conquista Estanciano Flamengo-PI River-PILocalização dos times por Estado. \| | \| Sport Santa Cruz Bahia Juazeirense Ceará Fortaleza ABC América de Natal CRB Confiança Botafogo-PB Sampaio Corrêa Imperatriz Coruripe Campinense Salgueiro Vitória da Conquista Estanciano Flamengo-PI River-PILocalização dos times por Estado. \| | Coruripe             |
| Batistão | \| Sport Santa Cruz Bahia Juazeirense Ceará Fortaleza ABC América de Natal CRB Confiança Botafogo-PB Sampaio Corrêa Imperatriz Coruripe Campinense Salgueiro Vitória da Conquista Estanciano Flamengo-PI River-PILocalização dos times por Estado. \| | \| Sport Santa Cruz Bahia Juazeirense Ceará Fortaleza ABC América de Natal CRB Confiança Botafogo-PB Sampaio Corrêa Imperatriz Coruripe Campinense Salgueiro Vitória da Conquista Estanciano Flamengo-PI River-PILocalização dos times por Estado. \| | \| Sport Santa Cruz Bahia Juazeirense Ceará Fortaleza ABC América de Natal CRB Confiança Botafogo-PB Sampaio Corrêa Imperatriz Coruripe Campinense Salgueiro Vitória da Conquista Estanciano Flamengo-PI River-PILocalização dos times por Estado. \| | \| Sport Santa Cruz Bahia Juazeirense Ceará Fortaleza ABC América de Natal CRB Confiança Botafogo-PB Sampaio Corrêa Imperatriz Coruripe Campinense Salgueiro Vitória da Conquista Estanciano Flamengo-PI River-PILocalização dos times por Estado. \| | Gerson Amaral        |
| Capacidade: 15 575 | \| Sport Santa Cruz Bahia Juazeirense Ceará Fortaleza ABC América de Natal CRB Confiança Botafogo-PB Sampaio Corrêa Imperatriz Coruripe Campinense Salgueiro Vitória da Conquista Estanciano Flamengo-PI River-PILocalização dos times por Estado. \| | \| Sport Santa Cruz Bahia Juazeirense Ceará Fortaleza ABC América de Natal CRB Confiança Botafogo-PB Sampaio Corrêa Imperatriz Coruripe Campinense Salgueiro Vitória da Conquista Estanciano Flamengo-PI River-PILocalização dos times por Estado. \| | \| Sport Santa Cruz Bahia Juazeirense Ceará Fortaleza ABC América de Natal CRB Confiança Botafogo-PB Sampaio Corrêa Imperatriz Coruripe Campinense Salgueiro Vitória da Conquista Estanciano Flamengo-PI River-PILocalização dos times por Estado. \| | \| Sport Santa Cruz Bahia Juazeirense Ceará Fortaleza ABC América de Natal CRB Confiança Botafogo-PB Sampaio Corrêa Imperatriz Coruripe Campinense Salgueiro Vitória da Conquista Estanciano Flamengo-PI River-PILocalização dos times por Estado. \| | Capacidade: 5 560    |
| | \| Sport Santa Cruz Bahia Juazeirense Ceará Fortaleza ABC América de Natal CRB Confiança Botafogo-PB Sampaio Corrêa Imperatriz Coruripe Campinense Salgueiro Vitória da Conquista Estanciano Flamengo-PI River-PILocalização dos times por Estado. \| | \| Sport Santa Cruz Bahia Juazeirense Ceará Fortaleza ABC América de Natal CRB Confiança Botafogo-PB Sampaio Corrêa Imperatriz Coruripe Campinense Salgueiro Vitória da Conquista Estanciano Flamengo-PI River-PILocalização dos times por Estado. \| | \| Sport Santa Cruz Bahia Juazeirense Ceará Fortaleza ABC América de Natal CRB Confiança Botafogo-PB Sampaio Corrêa Imperatriz Coruripe Campinense Salgueiro Vitória da Conquista Estanciano Flamengo-PI River-PILocalização dos times por Estado. \| | \| Sport Santa Cruz Bahia Juazeirense Ceará Fortaleza ABC América de Natal CRB Confiança Botafogo-PB Sampaio Corrêa Imperatriz Coruripe Campinense Salgueiro Vitória da Conquista Estanciano Flamengo-PI River-PILocalização dos times por Estado. \| |                      |
| CRB | \| Sport Santa Cruz Bahia Juazeirense Ceará Fortaleza ABC América de Natal CRB Confiança Botafogo-PB Sampaio Corrêa Imperatriz Coruripe Campinense Salgueiro Vitória da Conquista Estanciano Flamengo-PI River-PILocalização dos times por Estado. \| | \| Sport Santa Cruz Bahia Juazeirense Ceará Fortaleza ABC América de Natal CRB Confiança Botafogo-PB Sampaio Corrêa Imperatriz Coruripe Campinense Salgueiro Vitória da Conquista Estanciano Flamengo-PI River-PILocalização dos times por Estado. \| | \| Sport Santa Cruz Bahia Juazeirense Ceará Fortaleza ABC América de Natal CRB Confiança Botafogo-PB Sampaio Corrêa Imperatriz Coruripe Campinense Salgueiro Vitória da Conquista Estanciano Flamengo-PI River-PILocalização dos times por Estado. \| | \| Sport Santa Cruz Bahia Juazeirense Ceará Fortaleza ABC América de Natal CRB Confiança Botafogo-PB Sampaio Corrêa Imperatriz Coruripe Campinense Salgueiro Vitória da Conquista Estanciano Flamengo-PI River-PILocalização dos times por Estado. \| | Estanciano           |
| Estádio Rei Pelé | \| Sport Santa Cruz Bahia Juazeirense Ceará Fortaleza ABC América de Natal CRB Confiança Botafogo-PB Sampaio Corrêa Imperatriz Coruripe Campinense Salgueiro Vitória da Conquista Estanciano Flamengo-PI River-PILocalização dos times por Estado. \| | \| Sport Santa Cruz Bahia Juazeirense Ceará Fortaleza ABC América de Natal CRB Confiança Botafogo-PB Sampaio Corrêa Imperatriz Coruripe Campinense Salgueiro Vitória da Conquista Estanciano Flamengo-PI River-PILocalização dos times por Estado. \| | \| Sport Santa Cruz Bahia Juazeirense Ceará Fortaleza ABC América de Natal CRB Confiança Botafogo-PB Sampaio Corrêa Imperatriz Coruripe Campinense Salgueiro Vitória da Conquista Estanciano Flamengo-PI River-PILocalização dos times por Estado. \| | \| Sport Santa Cruz Bahia Juazeirense Ceará Fortaleza ABC América de Natal CRB Confiança Botafogo-PB Sampaio Corrêa Imperatriz Coruripe Campinense Salgueiro Vitória da Conquista Estanciano Flamengo-PI River-PILocalização dos times por Estado. \| | Francão              |
| Capacidade: 17 126 | \| Sport Santa Cruz Bahia Juazeirense Ceará Fortaleza ABC América de Natal CRB Confiança Botafogo-PB Sampaio Corrêa Imperatriz Coruripe Campinense Salgueiro Vitória da Conquista Estanciano Flamengo-PI River-PILocalização dos times por Estado. \| | \| Sport Santa Cruz Bahia Juazeirense Ceará Fortaleza ABC América de Natal CRB Confiança Botafogo-PB Sampaio Corrêa Imperatriz Coruripe Campinense Salgueiro Vitória da Conquista Estanciano Flamengo-PI River-PILocalização dos times por Estado. \| | \| Sport Santa Cruz Bahia Juazeirense Ceará Fortaleza ABC América de Natal CRB Confiança Botafogo-PB Sampaio Corrêa Imperatriz Coruripe Campinense Salgueiro Vitória da Conquista Estanciano Flamengo-PI River-PILocalização dos times por Estado. \| | \| Sport Santa Cruz Bahia Juazeirense Ceará Fortaleza ABC América de Natal CRB Confiança Botafogo-PB Sampaio Corrêa Imperatriz Coruripe Campinense Salgueiro Vitória da Conquista Estanciano Flamengo-PI River-PILocalização dos times por Estado. \| | Capacidade: 8 000    |
| | \| Sport Santa Cruz Bahia Juazeirense Ceará Fortaleza ABC América de Natal CRB Confiança Botafogo-PB Sampaio Corrêa Imperatriz Coruripe Campinense Salgueiro Vitória da Conquista Estanciano Flamengo-PI River-PILocalização dos times por Estado. \| | \| Sport Santa Cruz Bahia Juazeirense Ceará Fortaleza ABC América de Natal CRB Confiança Botafogo-PB Sampaio Corrêa Imperatriz Coruripe Campinense Salgueiro Vitória da Conquista Estanciano Flamengo-PI River-PILocalização dos times por Estado. \| | \| Sport Santa Cruz Bahia Juazeirense Ceará Fortaleza ABC América de Natal CRB Confiança Botafogo-PB Sampaio Corrêa Imperatriz Coruripe Campinense Salgueiro Vitória da Conquista Estanciano Flamengo-PI River-PILocalização dos times por Estado. \| | \| Sport Santa Cruz Bahia Juazeirense Ceará Fortaleza ABC América de Natal CRB Confiança Botafogo-PB Sampaio Corrêa Imperatriz Coruripe Campinense Salgueiro Vitória da Conquista Estanciano Flamengo-PI River-PILocalização dos times por Estado. \| |                      |
| Flamengo-PI | \| Sport Santa Cruz Bahia Juazeirense Ceará Fortaleza ABC América de Natal CRB Confiança Botafogo-PB Sampaio Corrêa Imperatriz Coruripe Campinense Salgueiro Vitória da Conquista Estanciano Flamengo-PI River-PILocalização dos times por Estado. \| | \| Sport Santa Cruz Bahia Juazeirense Ceará Fortaleza ABC América de Natal CRB Confiança Botafogo-PB Sampaio Corrêa Imperatriz Coruripe Campinense Salgueiro Vitória da Conquista Estanciano Flamengo-PI River-PILocalização dos times por Estado. \| | \| Sport Santa Cruz Bahia Juazeirense Ceará Fortaleza ABC América de Natal CRB Confiança Botafogo-PB Sampaio Corrêa Imperatriz Coruripe Campinense Salgueiro Vitória da Conquista Estanciano Flamengo-PI River-PILocalização dos times por Estado. \| | \| Sport Santa Cruz Bahia Juazeirense Ceará Fortaleza ABC América de Natal CRB Confiança Botafogo-PB Sampaio Corrêa Imperatriz Coruripe Campinense Salgueiro Vitória da Conquista Estanciano Flamengo-PI River-PILocalização dos times por Estado. \| | Fortaleza            |
| Albertão | \| Sport Santa Cruz Bahia Juazeirense Ceará Fortaleza ABC América de Natal CRB Confiança Botafogo-PB Sampaio Corrêa Imperatriz Coruripe Campinense Salgueiro Vitória da Conquista Estanciano Flamengo-PI River-PILocalização dos times por Estado. \| | \| Sport Santa Cruz Bahia Juazeirense Ceará Fortaleza ABC América de Natal CRB Confiança Botafogo-PB Sampaio Corrêa Imperatriz Coruripe Campinense Salgueiro Vitória da Conquista Estanciano Flamengo-PI River-PILocalização dos times por Estado. \| | \| Sport Santa Cruz Bahia Juazeirense Ceará Fortaleza ABC América de Natal CRB Confiança Botafogo-PB Sampaio Corrêa Imperatriz Coruripe Campinense Salgueiro Vitória da Conquista Estanciano Flamengo-PI River-PILocalização dos times por Estado. \| | \| Sport Santa Cruz Bahia Juazeirense Ceará Fortaleza ABC América de Natal CRB Confiança Botafogo-PB Sampaio Corrêa Imperatriz Coruripe Campinense Salgueiro Vitória da Conquista Estanciano Flamengo-PI River-PILocalização dos times por Estado. \| | Arena Castelão       |
| Capacidade: 52 296 | \| Sport Santa Cruz Bahia Juazeirense Ceará Fortaleza ABC América de Natal CRB Confiança Botafogo-PB Sampaio Corrêa Imperatriz Coruripe Campinense Salgueiro Vitória da Conquista Estanciano Flamengo-PI River-PILocalização dos times por Estado. \| | \| Sport Santa Cruz Bahia Juazeirense Ceará Fortaleza ABC América de Natal CRB Confiança Botafogo-PB Sampaio Corrêa Imperatriz Coruripe Campinense Salgueiro Vitória da Conquista Estanciano Flamengo-PI River-PILocalização dos times por Estado. \| | \| Sport Santa Cruz Bahia Juazeirense Ceará Fortaleza ABC América de Natal CRB Confiança Botafogo-PB Sampaio Corrêa Imperatriz Coruripe Campinense Salgueiro Vitória da Conquista Estanciano Flamengo-PI River-PILocalização dos times por Estado. \| | \| Sport Santa Cruz Bahia Juazeirense Ceará Fortaleza ABC América de Natal CRB Confiança Botafogo-PB Sampaio Corrêa Imperatriz Coruripe Campinense Salgueiro Vitória da Conquista Estanciano Flamengo-PI River-PILocalização dos times por Estado. \| | Capacidade: 63 903   |
| | \| Sport Santa Cruz Bahia Juazeirense Ceará Fortaleza ABC América de Natal CRB Confiança Botafogo-PB Sampaio Corrêa Imperatriz Coruripe Campinense Salgueiro Vitória da Conquista Estanciano Flamengo-PI River-PILocalização dos times por Estado. \| | \| Sport Santa Cruz Bahia Juazeirense Ceará Fortaleza ABC América de Natal CRB Confiança Botafogo-PB Sampaio Corrêa Imperatriz Coruripe Campinense Salgueiro Vitória da Conquista Estanciano Flamengo-PI River-PILocalização dos times por Estado. \| | \| Sport Santa Cruz Bahia Juazeirense Ceará Fortaleza ABC América de Natal CRB Confiança Botafogo-PB Sampaio Corrêa Imperatriz Coruripe Campinense Salgueiro Vitória da Conquista Estanciano Flamengo-PI River-PILocalização dos times por Estado. \| | \| Sport Santa Cruz Bahia Juazeirense Ceará Fortaleza ABC América de Natal CRB Confiança Botafogo-PB Sampaio Corrêa Imperatriz Coruripe Campinense Salgueiro Vitória da Conquista Estanciano Flamengo-PI River-PILocalização dos times por Estado. \| |                      |
| Imperatriz | \| Sport Santa Cruz Bahia Juazeirense Ceará Fortaleza ABC América de Natal CRB Confiança Botafogo-PB Sampaio Corrêa Imperatriz Coruripe Campinense Salgueiro Vitória da Conquista Estanciano Flamengo-PI River-PILocalização dos times por Estado. \| | \| Sport Santa Cruz Bahia Juazeirense Ceará Fortaleza ABC América de Natal CRB Confiança Botafogo-PB Sampaio Corrêa Imperatriz Coruripe Campinense Salgueiro Vitória da Conquista Estanciano Flamengo-PI River-PILocalização dos times por Estado. \| | \| Sport Santa Cruz Bahia Juazeirense Ceará Fortaleza ABC América de Natal CRB Confiança Botafogo-PB Sampaio Corrêa Imperatriz Coruripe Campinense Salgueiro Vitória da Conquista Estanciano Flamengo-PI River-PILocalização dos times por Estado. \| | \| Sport Santa Cruz Bahia Juazeirense Ceará Fortaleza ABC América de Natal CRB Confiança Botafogo-PB Sampaio Corrêa Imperatriz Coruripe Campinense Salgueiro Vitória da Conquista Estanciano Flamengo-PI River-PILocalização dos times por Estado. \| | Juazeirense          |
| Frei Epifânio | \| Sport Santa Cruz Bahia Juazeirense Ceará Fortaleza ABC América de Natal CRB Confiança Botafogo-PB Sampaio Corrêa Imperatriz Coruripe Campinense Salgueiro Vitória da Conquista Estanciano Flamengo-PI River-PILocalização dos times por Estado. \| | \| Sport Santa Cruz Bahia Juazeirense Ceará Fortaleza ABC América de Natal CRB Confiança Botafogo-PB Sampaio Corrêa Imperatriz Coruripe Campinense Salgueiro Vitória da Conquista Estanciano Flamengo-PI River-PILocalização dos times por Estado. \| | \| Sport Santa Cruz Bahia Juazeirense Ceará Fortaleza ABC América de Natal CRB Confiança Botafogo-PB Sampaio Corrêa Imperatriz Coruripe Campinense Salgueiro Vitória da Conquista Estanciano Flamengo-PI River-PILocalização dos times por Estado. \| | \| Sport Santa Cruz Bahia Juazeirense Ceará Fortaleza ABC América de Natal CRB Confiança Botafogo-PB Sampaio Corrêa Imperatriz Coruripe Campinense Salgueiro Vitória da Conquista Estanciano Flamengo-PI River-PILocalização dos times por Estado. \| | Adauto Moraes        |
| Capacidade: 10 000 | \| Sport Santa Cruz Bahia Juazeirense Ceará Fortaleza ABC América de Natal CRB Confiança Botafogo-PB Sampaio Corrêa Imperatriz Coruripe Campinense Salgueiro Vitória da Conquista Estanciano Flamengo-PI River-PILocalização dos times por Estado. \| | \| Sport Santa Cruz Bahia Juazeirense Ceará Fortaleza ABC América de Natal CRB Confiança Botafogo-PB Sampaio Corrêa Imperatriz Coruripe Campinense Salgueiro Vitória da Conquista Estanciano Flamengo-PI River-PILocalização dos times por Estado. \| | \| Sport Santa Cruz Bahia Juazeirense Ceará Fortaleza ABC América de Natal CRB Confiança Botafogo-PB Sampaio Corrêa Imperatriz Coruripe Campinense Salgueiro Vitória da Conquista Estanciano Flamengo-PI River-PILocalização dos times por Estado. \| | \| Sport Santa Cruz Bahia Juazeirense Ceará Fortaleza ABC América de Natal CRB Confiança Botafogo-PB Sampaio Corrêa Imperatriz Coruripe Campinense Salgueiro Vitória da Conquista Estanciano Flamengo-PI River-PILocalização dos times por Estado. \| | Capacidade: 8 000    |
| | \| Sport Santa Cruz Bahia Juazeirense Ceará Fortaleza ABC América de Natal CRB Confiança Botafogo-PB Sampaio Corrêa Imperatriz Coruripe Campinense Salgueiro Vitória da Conquista Estanciano Flamengo-PI River-PILocalização dos times por Estado. \| | \| Sport Santa Cruz Bahia Juazeirense Ceará Fortaleza ABC América de Natal CRB Confiança Botafogo-PB Sampaio Corrêa Imperatriz Coruripe Campinense Salgueiro Vitória da Conquista Estanciano Flamengo-PI River-PILocalização dos times por Estado. \| | \| Sport Santa Cruz Bahia Juazeirense Ceará Fortaleza ABC América de Natal CRB Confiança Botafogo-PB Sampaio Corrêa Imperatriz Coruripe Campinense Salgueiro Vitória da Conquista Estanciano Flamengo-PI River-PILocalização dos times por Estado. \| | \| Sport Santa Cruz Bahia Juazeirense Ceará Fortaleza ABC América de Natal CRB Confiança Botafogo-PB Sampaio Corrêa Imperatriz Coruripe Campinense Salgueiro Vitória da Conquista Estanciano Flamengo-PI River-PILocalização dos times por Estado. \| |                      |
| River-PI | Salgueiro | Sampaio Corrêa | Santa Cruz | Sport | Vitória da Conquista |
| Albertão | Cornélio de Barros | Castelão | Arruda | Ilha do Retiro | Lomantão             |
| Capacidade: 52 296 | Capacidade: 12 070 | Capacidade: 40 149 | Capacidade: 60 044 | Capacidade: 32 983 | Capacidade: 11 538   |
| | | | | |                      |
| Sport Santa Cruz Bahia Juazeirense Ceará Fortaleza ABC América de Natal CRB Confiança Botafogo-PB Sampaio Corrêa Imperatriz Coruripe Campinense Salgueiro Vitória da Conquista Estanciano Flamengo-PI River-PILocalização dos times por Estado. | | | | |                      |

## Fase de Grupos
O sorteio da fase de grupos aconteceu no dia 24 de setembro de 2015, em Natal. Os clubes foram separados nos potes de acordo com sua classificação no Ranking da CBF de 2015.
| Pote A                                                                         | Pote B                                                                                    | Pote C                                                                                                 | Pote D                                                                                        |
| ------------------------------------------------------------------------------ | ----------------------------------------------------------------------------------------- | --- | --------------------------------------------------------------------------------------------- |
| - Bahia (16º) - Ceará (19º) - Sport (20º) - ABC (23º) - América de Natal (28º) | - Santa Cruz (36º) - Fortaleza (41º) - Sampaio Corrêa (42º) - CRB (47º) - Salgueiro (49º) | - Botafogo-PB (65º) - Campinense (70º) - Vitória da Conquista (76º) - Confiança (82º) - Coruripe (92º) | - Flamengo-PI (132º) - River-PI (152º) - Juazeirense (162º) - Imperatriz (–) - Estanciano (–) |

### Grupo A
| 1 | Campinense | 16 | 6 | 5 | 1 | 0 | 13 | 3  | 10 |
| 2 | Salgueiro  | 10 | 6 | 3 | 1 | 2 | 9  | 5  | 4  |
| 3 | ABC        | 4  | 6 | 1 | 1 | 4 | 6  | 13 | -7 |
| 4 | Imperatriz | 4  | 6 | 1 | 1 | 4 | 6  | 13 | -7 |

| Confrontos | Confrontos | Confrontos | Confrontos | Confrontos | Confrontos |
|            | ABC        | CMP        | IMP        | SAL        |            |
| ---------- | ---------- | ---------- | ---------- | ---------- | ---------- |
| ABC        | —          | 1–1        | 2–1        | 1–2        |            |
| Campinense | 4–0        | —          | 2–1        | 1–0        |            |
| Imperatriz | 3–2        | 0–3        | —          | 0–0        |            |
| Salgueiro  | 2–0        | 1–2        | 4–1        | —          |            |

### Grupo B
| 1 | CRB              | 10 | 6 | 3 | 1 | 2 | 8 | 5 | 3  |
| 2 | América de Natal | 9  | 6 | 2 | 3 | 1 | 7 | 6 | 1  |
| 3 | Coruripe         | 8  | 6 | 2 | 2 | 2 | 7 | 8 | -1 |
| 4 | Estanciano       | 5  | 6 | 1 | 2 | 3 | 3 | 6 | -3 |

| Confrontos       | Confrontos | Confrontos | Confrontos | Confrontos | Confrontos |
|                  | AMN        | AAC        | CRB        | EST        |            |
| ---------------- | ---------- | ---------- | ---------- | ---------- | ---------- |
| América de Natal | —          | 1–1        | 1–0        | 2–0        |            |
| Coruripe         | 2–2        | —          | 1–3        | 1–0        |            |
| CRB              | 3–1        | 0–1        | —          | 0–0        |            |
| Estanciano       | 0–0        | 2–1        | 1–2        | —          |            |

### Grupo C
| 1 | Bahia       | 18 | 6 | 6 | 0 | 0 | 12 | 2  | 10 |
| 2 | Santa Cruz  | 10 | 6 | 3 | 1 | 2 | 7  | 4  | 3  |
| 3 | Confiança   | 4  | 6 | 1 | 1 | 4 | 4  | 11 | -7 |
| 4 | Juazeirense | 2  | 6 | 0 | 2 | 4 | 4  | 10 | -6 |

| Confrontos  | Confrontos | Confrontos | Confrontos | Confrontos | Confrontos |
|             | BAH        | CON        | JZE        | STC        |            |
| ----------- | ---------- | ---------- | ---------- | ---------- | ---------- |
| Bahia       | —          | 2–0        | 3–1        | 1–0        |            |
| Confiança   | 0–3        | —          | 2–0        | 0–2        |            |
| Juazeirense | 1–2        | 1–1        | —          | 0–1        |            |
| Santa Cruz  | 0–1        | 3–1        | 1–1        | —          |            |

### Grupo D
| 1 | Sport       | 11 | 6 | 3 | 2 | 1 | 12 | 8  | 4  |
| 2 | Fortaleza   | 10 | 6 | 3 | 1 | 2 | 9  | 7  | 2  |
| 3 | River-PI    | 6  | 6 | 1 | 3 | 2 | 8  | 10 | -2 |
| 4 | Botafogo-PB | 5  | 6 | 1 | 2 | 3 | 6  | 10 | -4 |

| Confrontos  | Confrontos | Confrontos | Confrontos | Confrontos | Confrontos |
|             | BOT        | FOR        | RIV        | SPT        |            |
| ----------- | ---------- | ---------- | ---------- | ---------- | ---------- |
| Botafogo-PB | —          | 2–1        | 1–1        | 1–2        |            |
| Fortaleza   | 1–1        | —          | 3–0        | 2–1        |            |
| River-PI    | 2–0        | 1–2        | —          | 2–2        |            |
| Sport       | 3–1        | 2–0        | 2–2        | —          |            |

### Grupo E
| 1 | Ceará                | 13 | 6 | 4 | 1 | 1 | 13 | 4  | 9   |
| 2 | Sampaio Corrêa       | 10 | 6 | 3 | 1 | 2 | 8  | 6  | 2   |
| 3 | Vitória da Conquista | 10 | 6 | 3 | 1 | 2 | 6  | 4  | 2   |
| 4 | Flamengo-PI          | 1  | 6 | 0 | 1 | 5 | 1  | 14 | –13 |

| Confrontos           | Confrontos | Confrontos | Confrontos | Confrontos | Confrontos |
|                      | CEA        | ECF        | SAM        | VCO        |            |
| -------------------- | ---------- | ---------- | ---------- | ---------- | ---------- |
| Ceará                | —          | 5–0        | 3–1        | 1–0        |            |
| Flamengo-PI          | 0–2        | —          | 0–2        | 0–0        |            |
| Sampaio Corrêa       | 1–1        | 2–1        | —          | 2–0        |            |
| Vitória da Conquista | 2–1        | 3–0        | 1–0        | —          |            |

- Obs: Apenas os 3 melhores segundos colocados, somando todos os grupos, irão avançar de fase. Os primeiros colocados de cada grupo têm classificação garantida para a 2ª fase da competição.